# アナスタシア・ニコラエヴナ
アナスタシア・ニコラエヴナ・ロマノヴァ（ロシア語: Анастаси́я Никола́евна Рома́нова, ラテン文字転写: Anastasia Nikolaevna Romanova, 1901年6月18日 [ロシア暦 6月5日]- 1918年7月17日）は、最後のロシア皇帝ニコライ2世とアレクサンドラ皇后の第四皇女。ロシア大公女。1917年の二月革命で成立した臨時政府によって家族とともに監禁された。翌1918年7月17日にエカテリンブルクのイパチェフ館においてヤコフ・ユロフスキーが指揮する銃殺隊によって超法規的殺害（裁判手続きを踏まない殺人）が実行され、家族・従者とともに17歳で銃殺された。2000年にロシア正教会によって新致命者として列聖された。
皇帝一家の埋葬場所が、長年の間、知られていなかったという事実によって後押しされ、殺害後に彼女の生存の伝説が有名となった。1991年にエカテリンブルク近郊で両親と3人の大公女の遺骨が発掘され、さらには2007年に弟のアレクセイと歳の近い姉のマリアもしくはアナスタシア、どちらか1人の大公女の遺骨も発見された結果、皇帝一家が全員殺害されており、一人の生存者もないことが判明した。数多く出現した偽アナスタシアの中でも最も知られているアンナ・アンダーソンは、没後10年後にあたる1994年に、DNA鑑定を行ったものの、アナスタシアの母方の叔母の孫にあたるエディンバラ公フィリップ王配との遺伝的な繋がりは認められなかった。

## 生涯

### 生い立ち

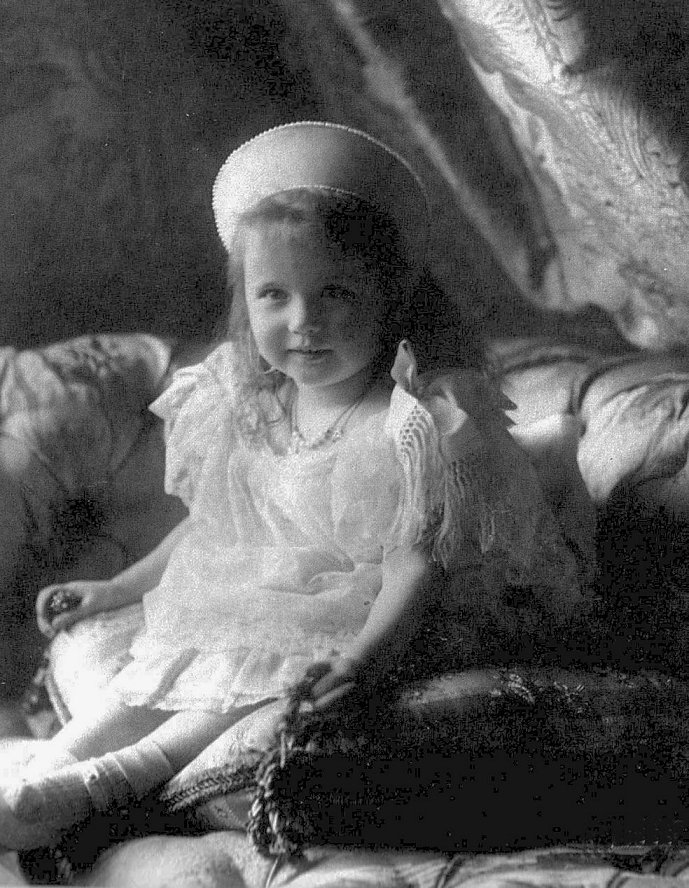
1904年撮影。ココシニクを着て

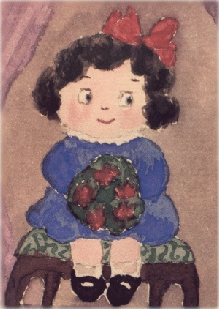
4歳の時にアナスタシアが描いた絵

ロシア皇帝ニコライ2世とアレクサンドラ皇后の第4皇女として、1901年6月18日に誕生した。
18世紀の女帝エカチェリーナ2世の息子、パーヴェル1世は母帝を嫌って女子の継承を禁ずる帝位継承法を定めた。そのためにロマノフ家の親戚はツェサレーヴィチとなる息子の誕生を望んでいた。アナスタシア出生のニュースを聞いたニコライ2世の母親のマリア皇太后は「アリックスがまたもや女の子を出産した！ 」、ニコライ2世の上の妹のクセニア・アレクサンドロヴナ大公女は「何という失望！4人目も女の子とは！ 」と述べ、両者ともに失望感を露にしている。ニコライ2世も失望を隠し切れない自分の気持ちを落ち着かせるためにアレクサンドラと初対面の新生児アナスタシアと会う前に長い散歩に出掛けなければならないほどであった。アナスタシアが出生した時、姉のオリガは腸チフスに苦しんでいた。実はアナスタシアが生まれる直前にフランスの神秘主義者、ニジエ・アンテルム・フィリップは「霊験あらたかな薬」を服用すれば必ず男子を産むことが出来ると明言し、アレクサンドラは彼の指示に忠実に従ったが、女子のアナスタシアが生まれたために予言は達成されなかった。フィリップは自分が仕えたのは既に懐妊した後だったと釈明し、次こそは必ず予言を的中させてみせると言い切り、引き続き宮中にとどまることが許された。
4姉妹の身位の呼称である大公女は元のロシア語では「Великая Княжна（ヴェリーカヤ・クニャージナ）」と呼ばれ、英語では最も一般的に「Imperial Highness」、最も正確には「Grand Princess」と訳された。「Imperial Highness」はただの殿下に過ぎない「Royal Highnesses」と訳された他のヨーロッパの王女よりも序列が高いことを意味していた。
アナスタシアの名前のロシア語の意味の一つは「鎖の破壊者」または「刑務所を開く人」であり、ニコライ2世は彼女の誕生を記念して前年の冬にモスクワとサンクトペテルブルクで発生した暴動に参加したために投獄されていた学生達に対する恩赦を実施した。名前のもう一つの意味は「復活」であり、彼女の死後に生存の噂が広く伝えられることになった。

### 少女時代

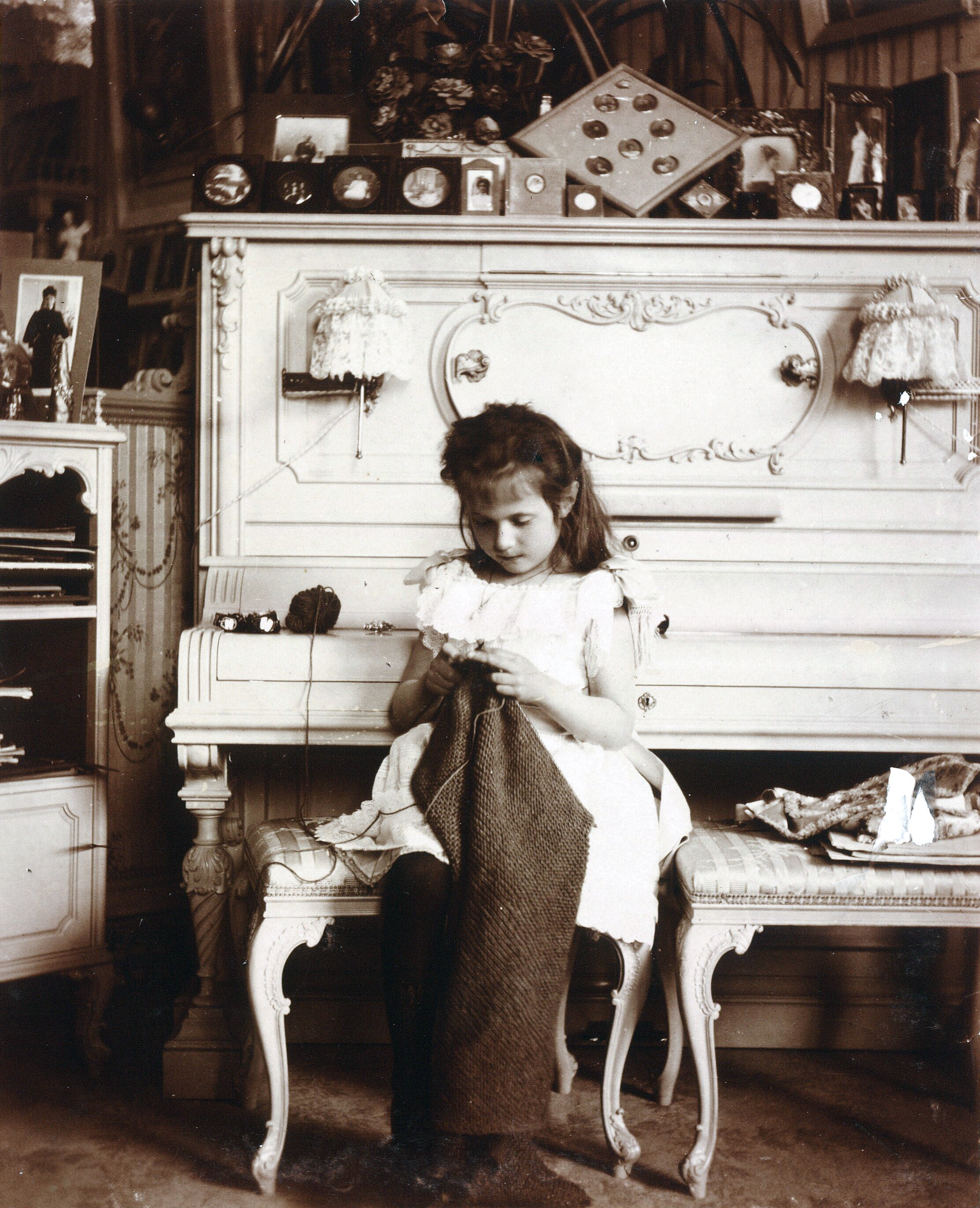
1908年頃。母親の部屋で編み物をするアナスタシア

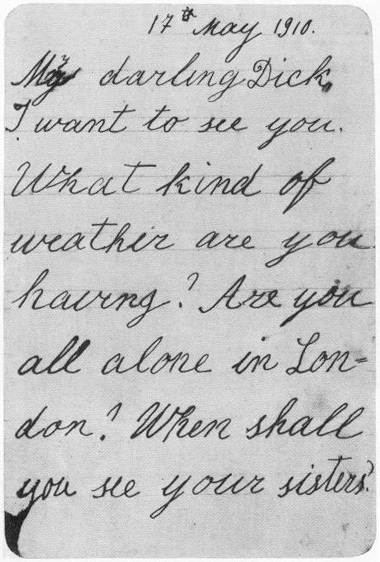
1910年にアナスタシアがいとこのルイス・マウントバッテンに宛てて英語で書いた手紙

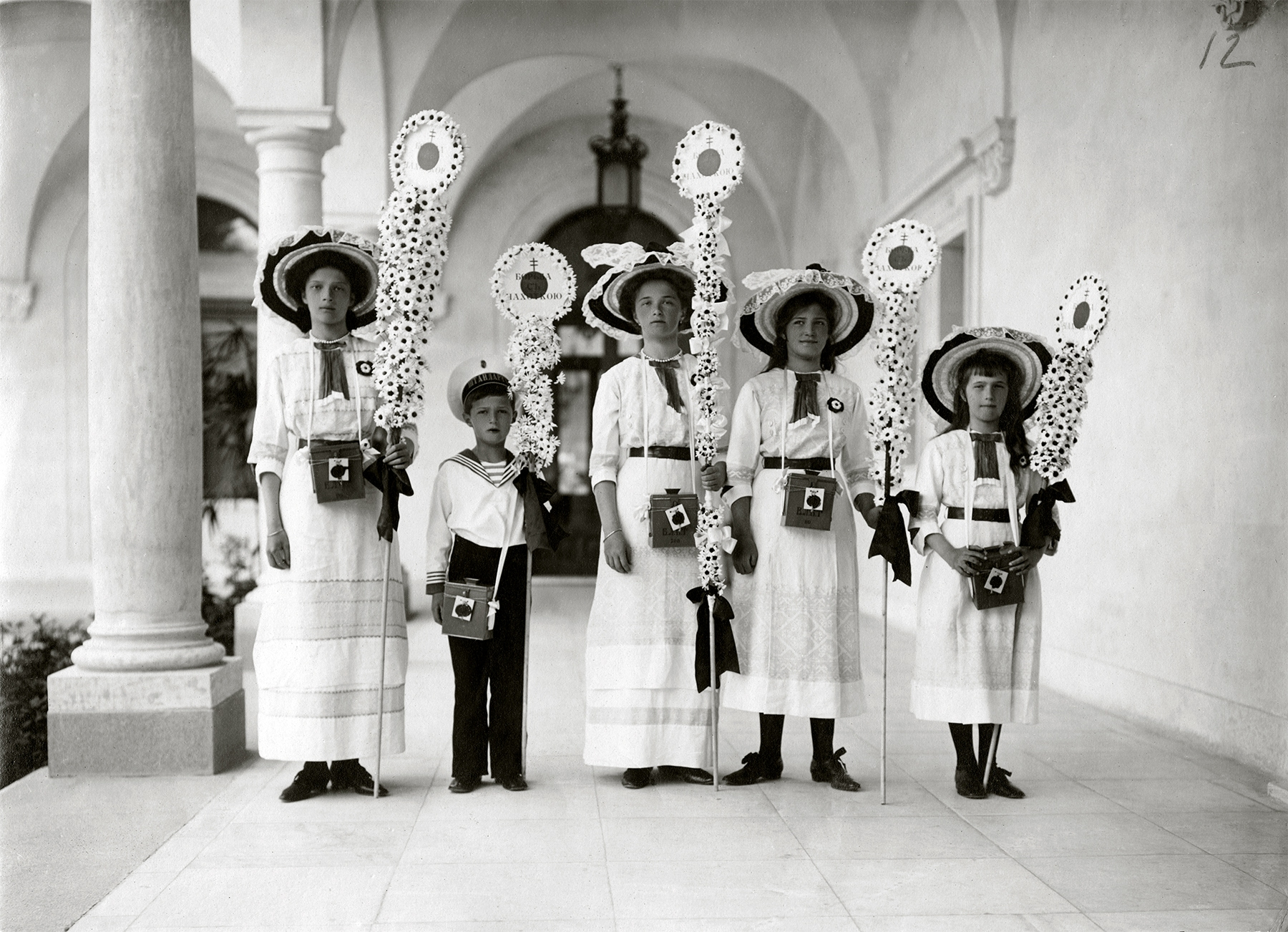
1912年頃。左からオリガ、アレクセイ、タチアナ、マリア、アナスタシア

4人姉妹はいつも仲良しで、末娘アナスタシアは特に一番年の近い姉のマリアと仲が良く、多くの時間を過ごし、1つの寝室を共用していた。2人の姉のオリガとタチアナも2人で1つの寝室を共用しており、彼女らが「大きなペア」と呼ばれていたのに対し、下の2人は「小さなペア」と呼ばれていた。4人はOTMAという合同のサインを結束の象徴として使用していた。また、アナスタシアは弟のアレクセイとも第六感を使うかのごとく、話さずとも弟の気持ちを理解出来るぐらい非常に仲が良かった。彼のビュッフェテーブルから食べ物を奪ったりするなど、いつもふざけた態度で接して弟を楽しませていた。
4姉妹は刺繍や編み物を教わり、チャリティーバザーに出品するための作品を準備することが求められた。また、祖父であるアレクサンドル3世の代からの質素な生活スタイルの影響を受けて厳しく育てられ、病気の時以外は枕無しで固い簡易型ベッドで眠り、朝に冷水浴をした。メイドを手伝って一緒にベッド作りを行い、用事を頼む時も命令口調では無く、「すみませんが、もし差し支え無ければ、母が用事があるので来てほしいと申しております」というような言い方をしていた。大きくなると、簡易ベッドは変わらぬものの、部屋の壁にはイコンや絵画や写真が飾られ、豪華な化粧台や、白や緑の刺繍を置いたクッションなどが入り、大きな部屋をカーテンで仕切って浴室兼化粧室として4人共同で使用した。10代になると、冷水浴をやめて夜にフランソワ・コティの香水の入った温水のバスを使用するようになったが、アナスタシアは「ヴァイオレット」を常に愛用していた。4姉妹は簡易ベッドを流刑地まで持って行き、最後の夜もこのベッドの上で過ごすことになった。
1905年からニコライ2世は妻子をツァールスコエ・セローにある離宮アレクサンドロフスキー宮殿に常住させるようになり、5人の子供達は外界とほとんど途絶してこの宮殿内でアレクサンドラに溺愛されて育った。早朝から午後8時頃までは執務室で公務に励み、その後の時間は家族との団欒に当てることを日課としていたニコライ2世についても「国事に専念せずに家族の団欒を好んだ」という批判的な見方もあった。
マリア皇太后を筆頭とするロマノフ家の親戚はアレクサンドラの生活スタイルや子供の育て方を認めようとせず、長年一家との交際を避けていた。アレクサンドラの方もマリア皇太后の社交好きの生活スタイルを軽蔑していた。ニコライ2世の母親のマリア皇太后と彼女に似た性格の上の妹のクセニア・アレクサンドロヴナ大公女は華やかな帝都サンクトペテルブルクにとどまることを好み、離宮には滅多に顔を出さなかった。弟の中で唯一存命していたミハイル・アレクサンドロヴィチ大公に至ってはほとんど一度も離宮を訪れなかった。控えめな性格である下の妹のオリガ・アレクサンドロヴナ大公女のみが唯一アレクサンドラに同情的で、一家と親しい付き合いをしていた。外の世界と引き離された4人姉妹にとってコサックの護衛兵や皇室ヨット『スタンダルト』号の乗組員達達は数少ない気軽に話が出来る相手であった。他の人間とも接する機会を与える必要性を感じていたオリガ・アレクサンドロヴナは毎週土曜日はサンクトペテルブルクからやって来てアレクサンドラを説得し、彼女達を町に連れ出した。まず叔母と4人娘はサンクトペテルブルク行きの汽車に乗り、アニチコフ宮殿にて祖母のマリア皇太后と昼食をともにし、その後にオリガ・アレクサンドロヴナの邸に行ってそこで他所から来た若い人々と一緒に遊んだ。この若い叔母は30年以上も後に「姪達は寸時も惜しむかのように楽しんでいました。特に私の可愛い名付け娘のアナスタシアはそうでした。私の耳には部屋中に響く彼女の明るく弾んだ笑い声がまだ残っています。ダンスを踊ったり、音楽を聴いたり、ゲームに興じたり、彼女は心ゆくまで没入し、楽しんでいました」と回想している。
末娘のアナスタシアは皇帝の子女の中で最も注目度が低く、姉達は美しく成長するようにつれ、マスメディアや貴族の間で騒がれるようになっていったが、アナスタシアはたまにそのやんちゃぶりが笑いを誘うか、ひんしゅくを買う他はほとんど注目されなかった。両親や姉弟ほどは詳細に公式記録を取られず、ロシア革命を生き延びた人々の証言も、宮中での彼女の成長過程を極めて断片的にしか捉えていない。
ただ、多くの証人達がアナスタシアは「お転婆娘だった」と語っている。家族からは「反抗児」とか「道化者」と呼ばれていた。アナスタシアの遊び友達でエカテリンブルクでニコライ2世一家と一緒に殺害された皇室主治医エフゲニー・ボトキンの息子、グレブ・ボトキンは彼女の外見の特徴について「少し赤みがかった金髪で、背は低く、顔の造作は不揃いで、鼻がやや長過ぎ、口幅がかなり大きかったが、顎の形は整っており、父親譲りの実に美しい明るい青い瞳をしていた」と記憶しており、また、3冊の本と何百もの手紙の中で「最初は姉達のように背筋を伸ばして生真面目でしとやかな令嬢のように相手に思わせるが、頭の中ではいたずらの方法を一生懸命考えており、数分後に決まってそれを実行に移す」「独裁的で、他人が自分のことをどう思っているかについては無関心だった」という印象を述べ、「他人を魅了する独特の資質を持っていた」と評している。
グレブ・ボトキンの姉、タチアナ・ボトキナは「きらきら光る青い瞳」を持った「活発だがちょっと粗暴で、いたずら好きな少女」であり、「眼の片隅から相手の顔を横目で盗み見るようにして笑っていた」と回想している。
フランス語の家庭教師を務めたピエール・ジリヤールは「とにかくやんちゃでひょうきんだった。強烈なユーモアの持ち主で、彼女のウィットはしばしば相手の痛いところをぐさりと突いた。いわゆる手に負えない子供だったが、この欠点は年齢とともに直っていった。他には、極めて怠惰なところがあった―もっともそれは才能に恵まれた子供に特有の怠惰さだったが。フランス語の発音は抜群だった。喜劇の場面を演じさせても才能が光っていた。大変快活な子で、彼女の陽気さが他の人間に伝染したものだ」と語っている。
女官（侍女）のリリー・デーンも物真似が非常に上手く、喜劇女優としての才能があったと評している。
アナスタシアはよく木登りをしたが、降りるように言われても、父親から叱られるまで降りようとはしなかった。頬が真っ赤に染まるほど強く叩かれても泣かない子供であったが、ポーランドにある皇室私有地で家族で雪合戦をして遊んでいる時に、雪玉の中に石を入れて投げてそれが姉タチアナの顔面に命中し、彼女を押し倒した時には驚きのあまり声をあげて泣き出してしまい、何日もそのショックを引きずった。
遊び友達を蹴ったり引っ掻いたりするアナスタシアを、彼女の遠縁のいとこに当たるニーナ・ゲオルギエヴナは「邪悪だと言って良いぐらいに意地悪だった」と語っており、ニーナの方が遅く生まれたのにアナスタシアより背が高いことに怒っていたと回想している。アナスタシアを可愛がった叔母のオリガ・アレクサンドロヴナも「アナスタシアは手に余るお転婆だった。･･･ほんの幼い頃から悪さばかりしていて、他の人間をいたずらの対象にしか思っていなかった。･･･とにかく元気が有り余っていた」と評している。
サンクトペテルブルクのオペラハウスに招待されたアメリカ合衆国のベストセラー作家で外交官の妻でもあるハリー・アーミニー・リーブズは「白い手袋をはめたまま銀色の箱に入ったチョコレートを食べていたので、手袋が気の毒なぐらい汚れてしまった」とその時の当時10歳だったアナスタシアの様子を描写している。しかし、4人娘の養育を担当したマーガレッタ・イーガーにはそんなアナスタシアがニコライ2世の大のお気に入りだったように見え、彼が末娘の自然な愛情表現に感銘を受けていたとコメントした。また、彼女は「年少のアナスタシアは今までに見てきた子供達の中で最も愛敬があった」とも述べている。

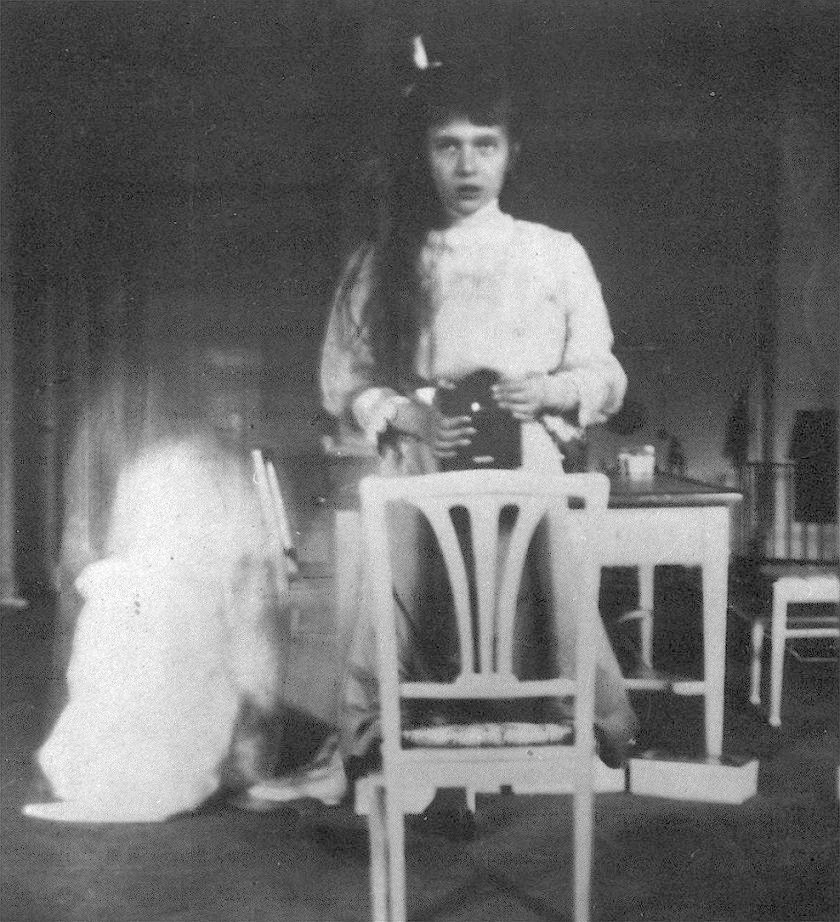
1914年10月に自らを撮った写真

一方、背中の筋肉も弱く、週2回のマッサージ治療が施されたが、それを嫌がってよくベッドの下や戸棚の中に隠れていた。エネルギーに満ちた性格に反し、アナスタシアは病弱だった。痛みを伴う外反母趾に悩まされていた
趣味は両親譲りの写真撮影で、いつも箱型カメラを離さなかったと言われている。アナスタシアは1914年10月28日にカメラを椅子に固定して鏡に映った自分の姿を写真に撮り「鏡を見ながら自分の写真を撮ってみたの。手が震えてとっても難しかったわ」と書いた手紙を同封して友人宛てに送った。『デイリー・メール』のリポーターは「おそらく彼女こそ自撮りを初めて行ったティーンエイジャーだろう」と推測している。日本でも彼女が撮った写真を集めた写真集「ロマノフ朝最後の皇女 アナスタシアのアルバム―その生活の記録」(ISBN 978-4897844725)が出版された。

### ラスプーチンとの繋がり

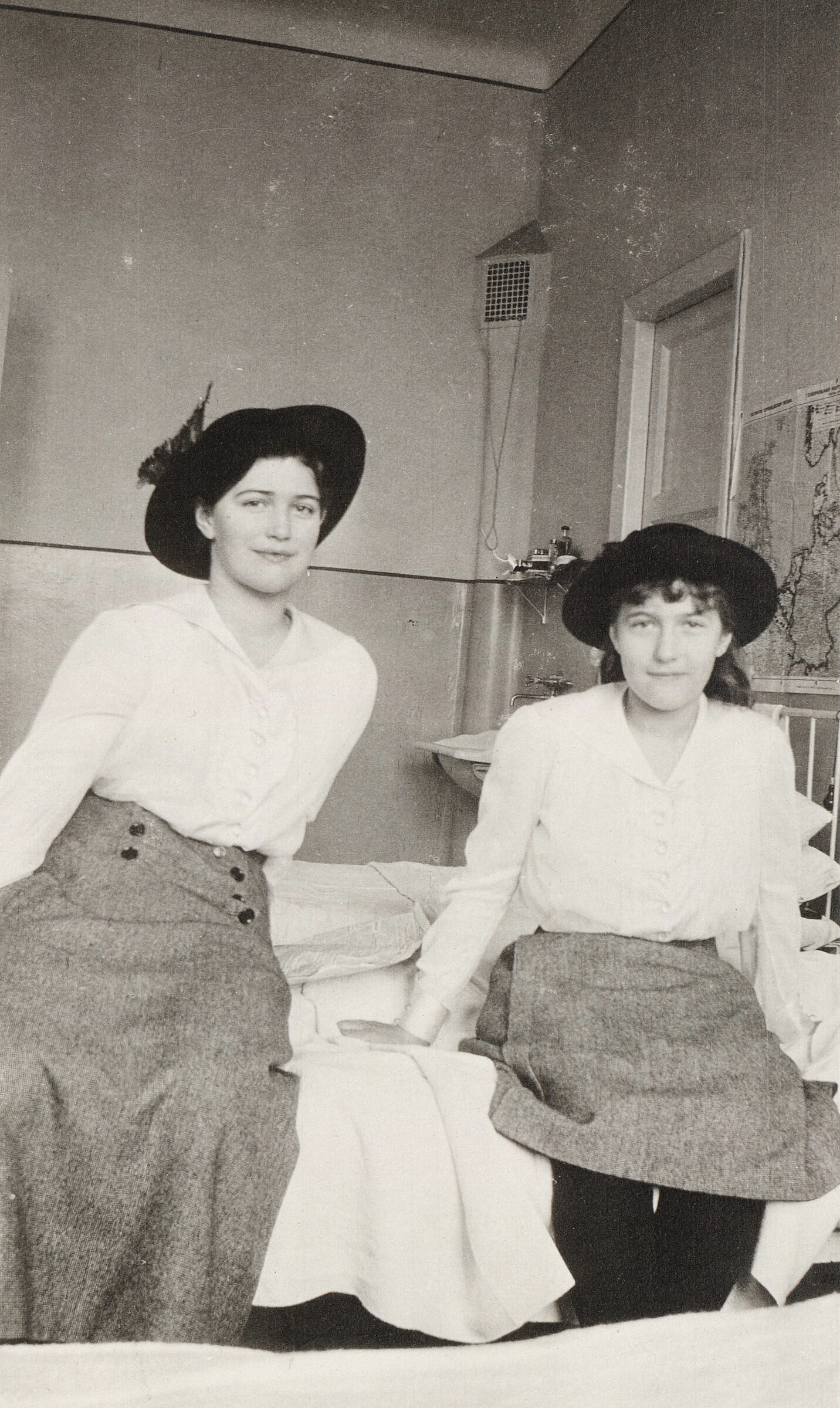
1915年頃。マリア（左）とともに負傷兵を見舞うために病院を訪れたアナスタシア

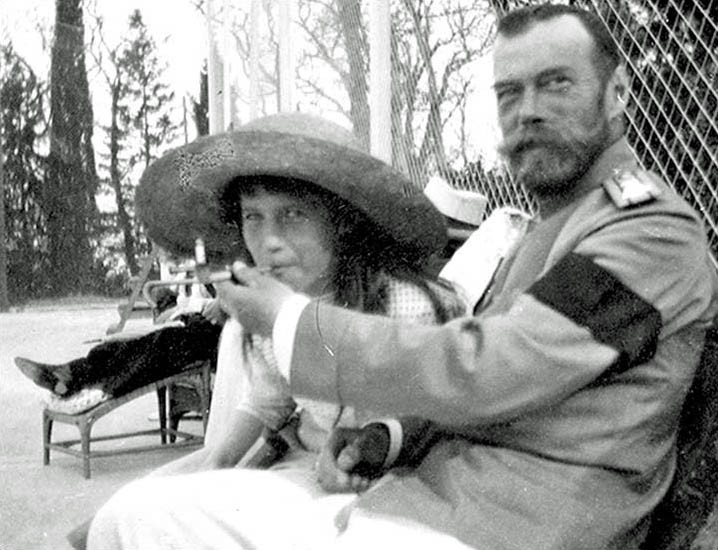
1916年。父のニコライ2世に勧められて喫煙するアナスタシア

ピエール・ジリヤールは、4人の大公女にとってアレクサンドラは絶対的な存在であり、母親が病気の時には4人娘が一歩も外出が出来なくなってしまうほどであったと述べている。息子アレクセイの病気を治したとしてアレクサンドラから信頼を勝ち得たグリゴリー・ラスプーチンと皇帝の子供達の親密な友情はやり取りされた手紙の内容からも明らかになっている。アナスタシアも「親愛なる、大切な、唯一の友人」「私はまたあなたに会いたい。今日、夢の中にあなたが出てきました。いつもママにあなたがいつ来るのか聞きます。･･･とても優しくしてくれる、いつも親愛なるあなたのことを考えています」と書いた手紙をラスプーチンに送った。
ラスプーチンはある時から子供達の「保育室」への出入りも認められるようになり、保育室に勤務するソフィア・チュッチェヴァは出入りを禁止しようとして苦情を入れたが、アレクサンドラはこれに腹を立てて彼女に暇を言い渡した。その後、チュッチェヴァはアレクサンドラの姉であるエリザヴェータ・フョードロヴナらにニコライ2世一家の話をした。エリザヴェータは妹の目を覚まさせようと努力して自分から彼女に会いに行ったりもしたが効果は無く、最終的には不和が高じて互いに交際しなくなった。ラスプーチンが子供達の部屋を訪れた話については全ての報告で完全に潔白とされ、一家は憤慨した。チュッチェヴァはマリアの叔母のクセニアにも、ラスプーチンが寝る用意をしているオリガとタチアナのところまで行って彼女達と会話をして抱き締めたり撫でたりしているという話をした。また、ラスプーチンの話を彼女にしないように子供達が教えられていたことや保育室スタッフには彼の訪問を隠すように注意されていたという話もした。チュッチェヴァの話を聞いたクセニアは1910年3月15日に、ラスプーチンに対するアレクサンドラと彼女の子供達の態度について「非常に信じられないし、理解を通り越している」と書いている。
1910年春には皇室の女家庭教師、マリア・ヴィシュニャコヴァがラスプーチンに強姦されたという噂が世間に広まった。7年後の彼女自身の証言によると、皇后は暴行の報告を信じようとせず、「ラスプーチンの行うことは何であれすべて神聖なものです」と述べたという。ヴィシュニャコヴァは1913年に教育係の職を解かれた。噂が自分のもとまで届くと、ニコライ2世はただちに調査を命じた。オリガ・アレクサンドロヴナには「養育係の女性は、近衛兵のコサックとともにベッドにいたところを捕らえられた」と伝えられたという。
ラスプーチンはアレクサンドラのみならず、4人の大公女達までも誘惑したという噂が世間に広まった。印刷されない話が人から人へと伝わり、ラスプーチンがニコライ2世を室外に出してアレクサンドラと寝た、ラスプーチンが4人の大公女全員をレイプしたという噂まで飛び交う始末だった。ラスプーチンと敵対した修道司祭のイリオドルは彼から見せびらかされたアレクサンドラとその4人の娘達が彼に向けて書いた熱烈な手紙を盗み出し、そのコピーを大量にばらまいた。ラスプーチンとの性的関係を持っているかのように示唆する皇后、4人の大公女、女官のアンナ・ヴィルボヴァのヌードが背景に描かれたポルノ漫画も登場した。スキャンダルが広まった後、アレクサンドラについての悪評が広まるのを懸念したニコライ2世はラスプーチンに対してしばらくサンクトペテルブルクを離れるように命じ、ラスプーチンはパレスチナへの巡礼の旅に出た。こうした噂にもかかわらず、ラスプーチンと皇室の交流は1916年12月17日（グレゴリオ暦で12月29日）に彼が暗殺されるまで続いた。アレクサンドラは暗殺の11日前にニコライ2世に宛てた手紙で「私達の友人は、彼女達は年齢の割に困難な道筋を経験し、心が大いに成熟していると話して私達の女の子にとても満足しています」と書いている。
A・A・モルドヴィノフは回顧録の中で、ラスプーチンが暗殺されたニュースを知らされた夜に4人の大公女がいずれかのベッドルームのソファーの上に密接に身を寄せ合って座り、ひどく動揺していたことを報告している。暗いムードにあったことを振り返り、モルドヴィノフには彼女達が迫り来る政治的混乱を感知していたかのように思えたという。ラスプーチンはアナスタシアと彼女の姉妹、その母親が裏面に署名したイコンで埋葬された。アナスタシアも12月21日のラスプーチンの葬儀に参列し、一家は彼が埋葬された場所に礼拝堂を建設することを計画した。
2年後の皇帝一家殺害を指揮したヤコフ・ユロフスキーは大公女が4人とも殺害された時にラスプーチンの写真に彼の祈りの言葉を添えた魔除けのロケットペンダントを首にかけていたと証言している。

### 第一次世界大戦中の奉仕活動

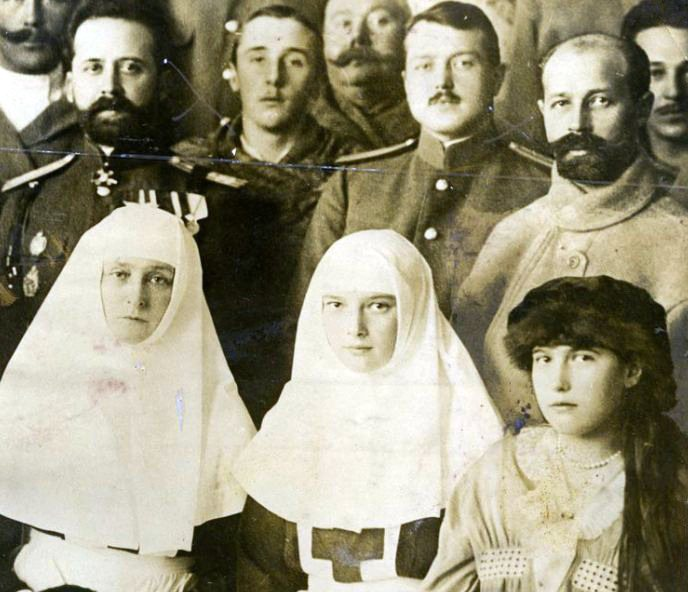
1916年。病院の看護師を務めるアレクサンドラ皇后（左）、タチアナ（中）と。タチアナの後ろに立っているのはマリアの恋愛相手の将校ニコライ・デメンコフ

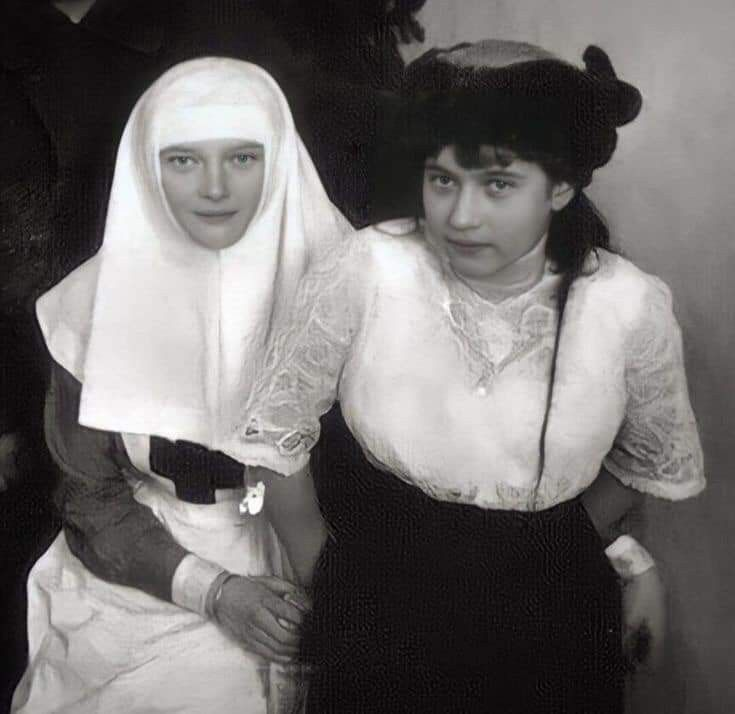
タチアナとアナスタシア

第一次世界大戦中にアナスタシアは直ぐ上の姉のマリアと一緒に、ツァールスコエ・セローの離宮の敷地内にある民間病院を訪問し、負傷兵を見舞った。2人は彼女達の母親や2人の姉のように赤十字の看護師になるにはまだ若過ぎたので、負傷兵らと一緒にチェッカーやビリヤードで遊び、彼らの士気を高めようと努力した。
この病院で治療を受けた負傷兵フェリックス・ダッセルはアナスタシアが「リスのような笑顔」を持ち、軽快な足取りで早歩きしていたことを回想している。マリアとアナスタシアはここでの奉仕活動がたいへん自慢で、負傷兵の写真を撮影したり、負傷兵の話し相手になったりした。

### ロシア革命

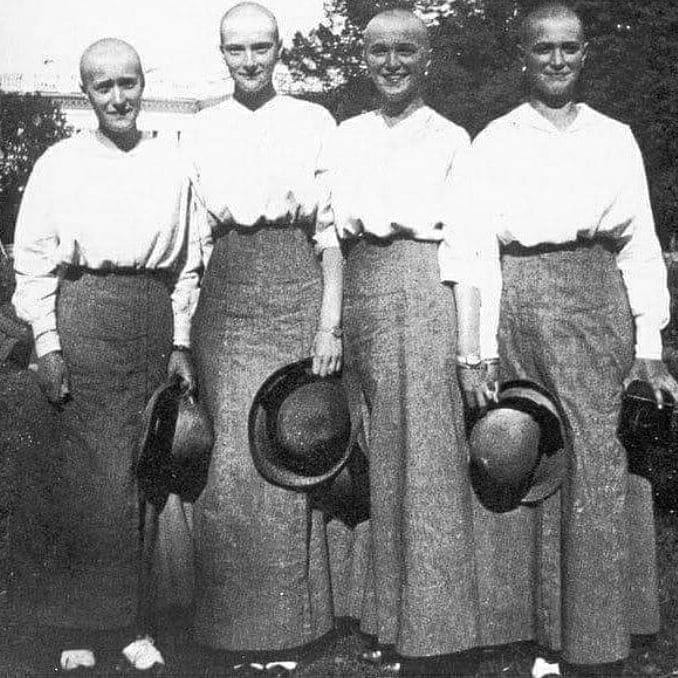
1917年、ツァールスコエ・セロー。左からアナスタシア、タチアナ、オリガ、マリア

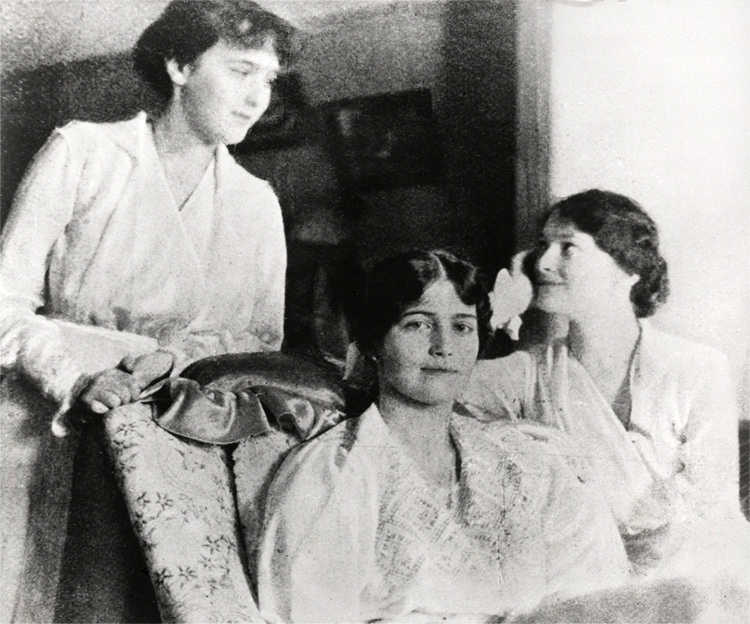
1917年に軟禁下のツァールスコエ・セローにて。マリア（手前）、タチアナ（奥）と

1917年2月23日（グレゴリオ暦で3月8日）に首都ペトログラードにおいて二月革命が勃発した。この前日にニコライ2世が最高司令官の職務を果たすべくモギリョフにある軍総司令部（スタフカ）に向かうために首都を離れたばかりだった。新たに成立した臨時政府代表から退位を迫られたニコライ2世は3月2日（グレゴリオ暦で3月15日）に「つい先程まで、私は帝位を息子のアレクセイ皇太子に譲るつもりでいた。しかし、私は病弱な自分の息子と別れることは出来ないと悟った」と述べ、息子では無く弟のミハイル大公に皇位を譲る決断をした。ところが、ミハイル大公は臨時政府左派のアレクサンドル・ケレンスキーから「帝位に就けばロシアを救うどころか滅ぼすことになる。専制に対する国民の不満は高まっている。そうなれば、あなたの生命は保証出来ない」と言われるなど脅されたために即位を辞退せざるを得なくなり、他の人物に譲位もしなかったためにロマノフ朝は滅亡した。
まず1917年3月21日（以降グレゴリオ暦）にアレクサンドラとその子供達がツァールスコエ・セローの宮殿で逮捕され、翌22日はニコライ2世も宮殿に戻り、一家は自宅軟禁下に置かれた。次いで列車と汽船『ルーシ』号でシベリアのトボリスクまで移送され、1917年8月26日からこの地の旧知事公舎で生活を開始した。

### トボリスクでの軟禁

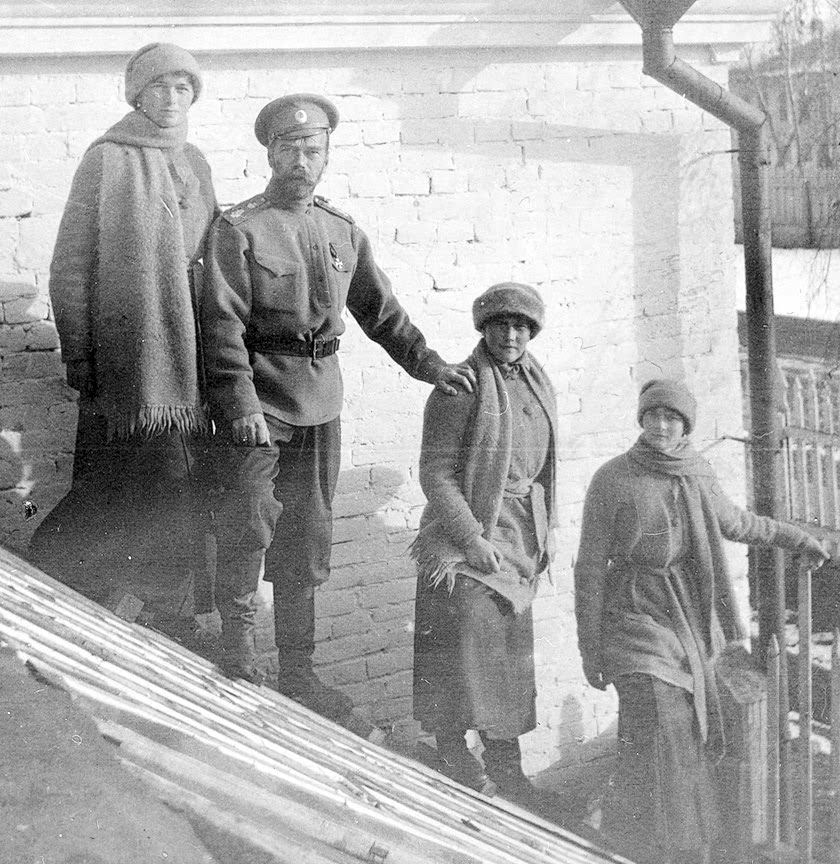
1917年冬にトボリスクにて。左からオリガ、ニコライ2世、アナスタシア、タチアナ

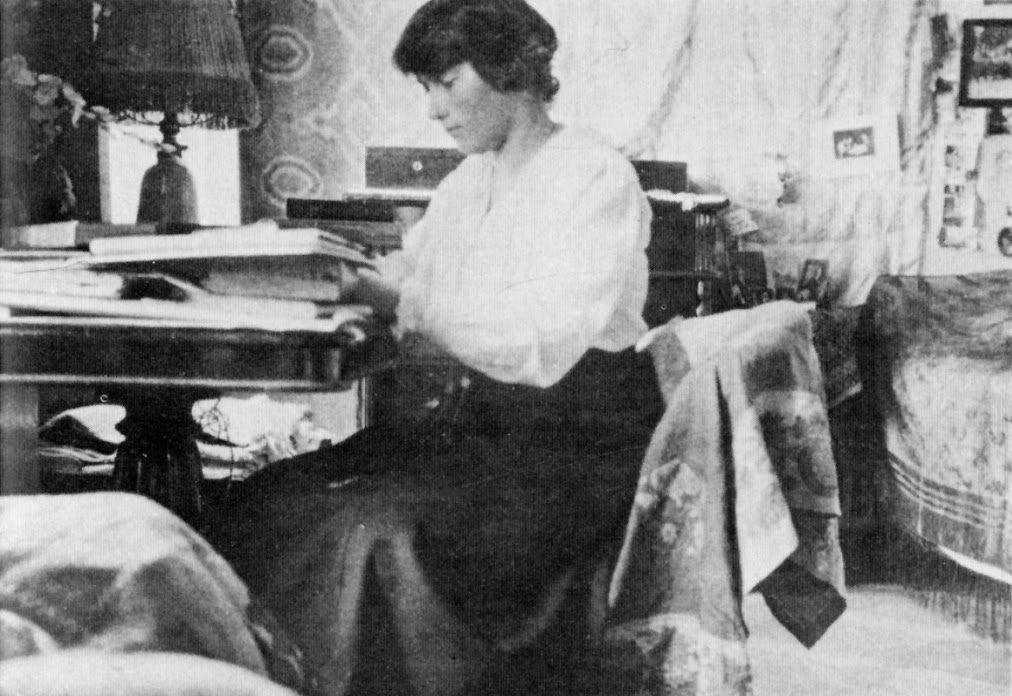
1918年春にトボリスクにて

4人の大公女達は二月革命勃発直後にはしかに罹り、その際に髪の毛を全部剃ってしまったためにまだ短い髪のままだった。ニコライ2世は母親のマリア皇太后や妹のクセニアに頻繁に手紙を書いたが、アレクサンドラは親友のアンナ・ヴィルボヴァらには熱心な信仰に関する思いを書き連ねていた手紙を送っていたものの、マリア皇太后には一通も手紙を送らなかった。母親に感化されていた娘達も祖母には一通も手紙を送らなかったと言われている。アレクサンドラがトボリスク滞在中にヴィルボヴァに書き送った手紙の一つには「アナスタシアが今、マリアもかつてそうでしたが、とても太ってがっかりしています。腰のところに肉が付いて円くなっていて足も短いのです。アナスタシアがもっと大人になればと願っています。オリガとタチアナは2人ともほっそりしています」と末娘の体型に対する不満が述べられている。
トボリスクでの捕われの身の不安や不確実性はアナスタシアと彼女の家族を苦しませた。1917年冬にアナスタシアは「さようなら」「私達のことを忘れないで下さい」と友人に宛てた手紙に書いた。また、ロバート・ブラウニング作の若くして亡くなった少女についての物悲しい詩『Evelyn Hope』を題材に「When she died she was only sixteen years old．Ther(e) was a man who loved her without having seen her but (k)new her very well. And she he(a)rd of him also. He never could tell her that he loved her, and now she was dead. But still he thought that when he and she will live [their] next life whenever it will be that･･･（彼女は亡くなった時、まだ16歳だった。彼女を見たことは無かったが、彼女についてとてもよく知り、愛した男がいた。そして彼女もまた彼について聞いていた。彼は彼女に愛していると伝えられず、そして今彼女は亡くなった。それでもやはり彼は2人が来世を生きる時のことを考えていた。･･･）」とスペルミスの目立つ英語で書いた手紙を彼女の英語の家庭教師に送った。
エカテリンブルクに到着したアレクサンドラが彼女とニコライ2世、マリアが到着後に検査されて物品が没収されたことを伝え、警告する手紙を送ってからはトボリスクに残った3人の姉妹はタチアナが中心となり、検査をパスする目的で自分の衣服に宝石を縫い付けた。彼女達の母親は予め決めておいた暗号で宝石を意味する「薬」の語を用いて「打ち合わせた通り、薬を処分しなさい」と彼女の専属のメイドのアンナ・デミドヴァが送った手紙の中で指示を出した。
グレブ・ボトキンはトボリスクでは一家が監禁されている建物の中に入ることは許されなかったが、水彩の動物画を何枚も描き、人に頼んでアナスタシアに届けてもらった。まもなく一家が他の地へ移送されることを知ったボトキンは公舎の敷地の周りを歩き、窓辺にアナスタシアが独りで立っているのを発見して手を振った。彼女も笑顔で手を振って応えたという。これが彼のアナスタシアの見納めとなった。ソフィー・ブックスヘーヴェデン男爵夫人も「ある時、館近くの階段上に立っていた私は最上部の窓を開ける手とピンクの長袖の腕を目にしました。ブラウスから察するに、手は大公女のマリーかアナスタシアのものだったに違いありません。彼女達は窓から私を見ることが出来ませんでしたが、これが彼女達のうちのいずれかの姿を最後に見られたかもしれない光景になりました」と悲しいアナスタシアの見納めの情景を回想している。
アナスタシアは人生の最後の数ヶ月で気晴らしの方法を見付けた。1918年春に彼女は家族の他のメンバーと一緒に両親や他の人々を楽しませるために芝居を行った。英語の家庭教師を務めたチャールズ・シドニー・ギブスによると、誰もが彼女の演技に大笑いしたという。エカテリンブルクに先に移った姉のマリアに書き送った1918年5月7日の手紙の中では自身の悲しみや弟アレクセイの病状が悪化することへの心配の気持ちを隠して「私達は大声で笑いながら（丸太で作った）ブランコで遊び、着地したのですが、とても気持ちが良かったんです! 本当に! 私は昨日、そのことについて何度も話したので姉達はうんざりしていたけど、私はまだその話をし続けることが出来ます。私達が経験した素晴らしい時間! 誰もが純粋に喜び叫ぶことでしょう! 」と述べ、喜びの瞬間を表現した。
トボリスク滞在時のアナスタシアの様子を記憶しているクラウディア・ビットナーは回顧録の中で次のように述べている。
| 「 | アナスタシア・ニコラエヴナは皆と違い、やや無骨で粗かった。彼女は完全に不真面目だった。勉強に取り組んだり、予習しようとはしなかった。彼女はいつもマリア・ニコラエヴナと一緒だった。どちらも、まったくもって科学の授業で遅れを取っていた。彼女達は作文を書くことが出来なかったし、自分の考えを表現することに完全に不慣れだった。･･･アナスタシア・ニコラエヴナは基本的に子供っぽかったので、彼女は幼い女の子のように扱われていた。 | 」 |

### イパチェフ館での生活

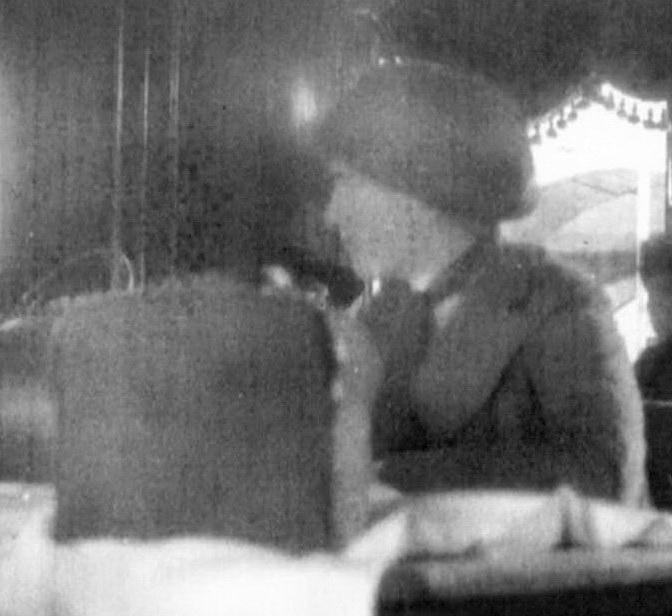
1918年5月。トボリスクからエカテリンブルクへ向かう途中に乗船した『ルーシ』号にて。既知の最後の写真

病状が悪化していたアレクセイが旅行に堪えられるまで回復したため、1918年5月23日にアナスタシアとオリガ、タチアナ、アレクセイは先にエカテリンブルクのイパチェフ館に移送された家族の他のメンバーと合流した。アナスタシアはこの館で一番歳の近いマリア同様に積極的に警護兵と交流を持った。イパチェフ館で警護兵を務めたアレクサンドル・ストレコチンはアナスタシアの性格について「人なつっこくて非常にお茶目だった」と回想している。別の警護兵は「小悪魔だ! 彼女はいたずら好きで、滅多に疲れないように見えた。生き生きとして、サーカスをしているかのように、犬と一緒に喜劇のパントマイムを行うのが好きだった」と述べている。しかし、上記とは別の警護兵は最年少の大公女を「テロリスト」と呼び、彼女の挑発的な発言が時折、緊張を引き起こしていると不満を漏らした。
アナスタシアと彼女の姉妹はイパチェフ館で洗濯の仕方を学び、6月末からは料理人のイヴァン・ハリトーノフの提案で、大喜びで台所に入ってパンを作る彼の手伝いをするようになった。
厳重な監視下のイパチェフ館で迎えた夏は一家を暗く沈む気持ちにさせてしまった。一部の情報源によると、外の景色を眺め、新鮮な空気を吸うために館の窓を開けようとしたアナスタシアは、白ペンキで塗られ、鍵が掛けられた窓にとてもがっかりしていた。そして、この場面を目撃した警護兵が発砲したが、その狙いはかろうじて外れた。彼女は再び窓を開けようと試みたりはしなかったという。
7月14日（日曜日）、ミサのためにロマノフ一家のもとを訪れた地元エカテリンブルクの司祭は死者のための祈りの時にアナスタシアと彼女の家族全員が慣習に反して一斉にひざまずいたり、様子がいつもと違っていたと報告している。劇的な変化に気付いた司祭は「何か恐ろしいことがそこで起こっている」と語った。司祭は退出するために大公女達の前を通り過ぎた時、彼女達から小声でそっと「ありがとう」と言われたということも述べている。
ところが、7月15日のオリガを除く3人の大公女は上機嫌な姿を見せ、館に派遣された4人の掃除婦のために自分の部屋のベッドを移動させる手伝いまでしたという。姉妹達は両手と両膝を下について掃除婦を手助けし、警護兵が見ていない隙に彼女らに小声で話し掛けたりもした。4人の若い女性は全員とも前日の服装と同じ長い黒のスカートと白のシルクのブラウスであり、その短い髪は「ボサボサで乱雑」であった。アナスタシアは新任の警護隊長ヤコフ・ユロフスキーが背を向けて部屋を去った時に舌を突き出した。
7月16日、アナスタシアの人生最後の一日。4人の大公女は午後4時に普段通りに父親と一緒に庭を散歩し、警護兵によると特に変わったところは見られなかった。慎重に殺害の準備は進められ、一家は何も知らぬまま午後10時過ぎに眠りに付いた。この日の夜に反ボリシェヴィキ勢力の白軍がいよいよエカテリンブルク近くまで迫ったために早々と夜間外出禁止令が出された。

### 殺害

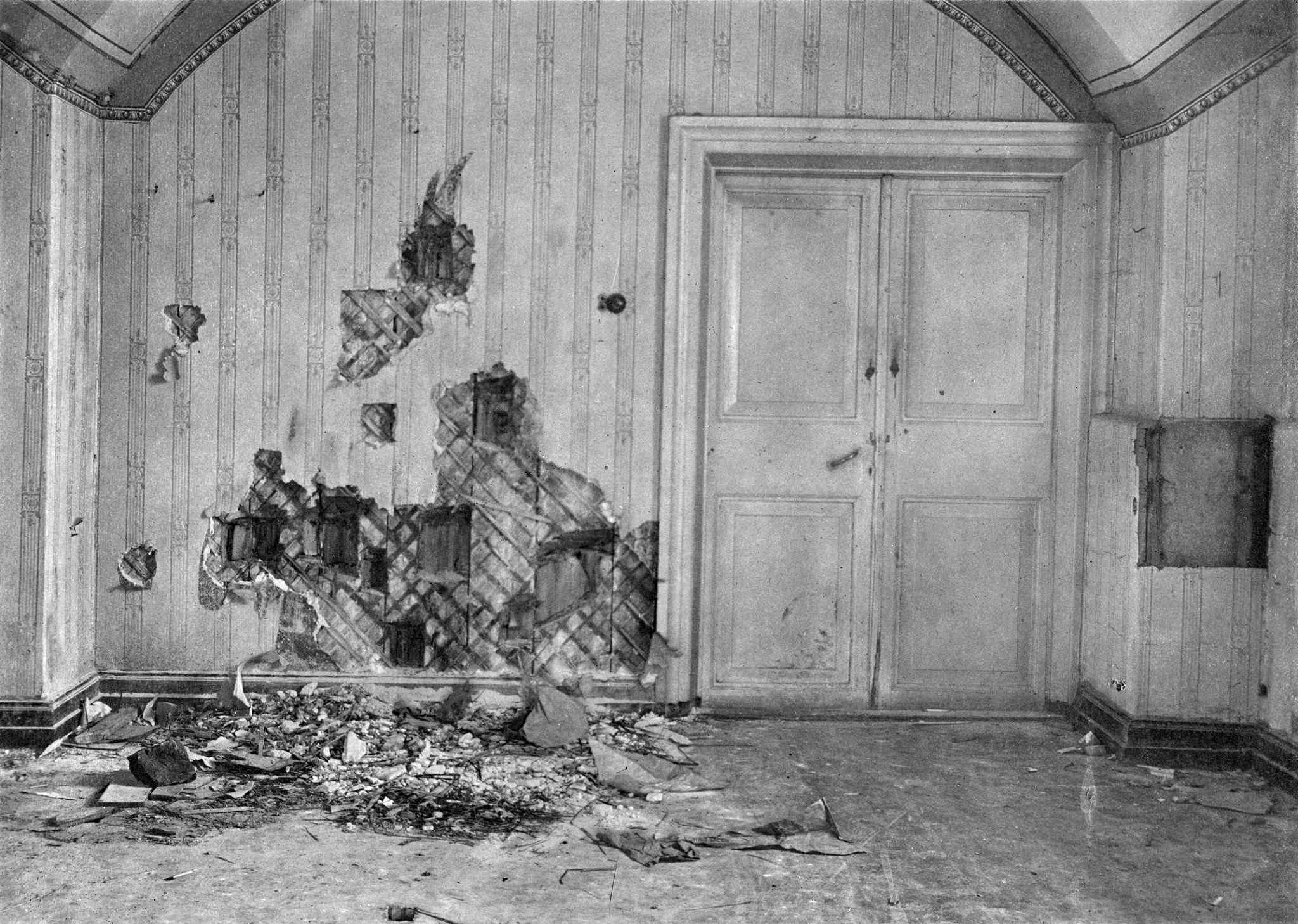
皇帝一家殺害現場となったイパチェフ館地下2階

ニコライ2世一家とその従者らは1918年7月16日の夜に眠りに付いたが、翌17日午前1時半過ぎに起こされ、エカテリンブルク市内の情勢が不穏なので、全員イパチェフ館の地下2階に降りるように言われた。アナスタシアは一家の飼い犬、キング・チャールズ・スパニエルのジェミーを腕に抱いていた。自分とアレクセイのための椅子を求めていたアレクサンドラは彼女の息子の左横に座っていた。ニコライ2世はアレクセイの後ろに立っていた。ボトキンがニコライ2世の右横に立ち、アナスタシアと彼女の姉妹は使用人達と一緒にアレクサンドラの後ろに立っていた。その後に一家らは約30分、支度に時間を掛けることを許された。銃殺隊が入室し、警護隊長ユロフスキーが殺害の実行を発表した。アナスタシアと彼女の家族はしばらく言葉にならない叫び声を上げていた。
最初の銃の一斉射撃によってニコライ2世、アレクサンドラ、料理人のイヴァン・ハリトーノフ、フットマンのアレクセイ・トルップが殺害され、主治医のエフゲニー・ボトキンとメイドのアンナ・デミドヴァが負傷した。その数分後に銃殺隊が銃撃を再開してボトキンが殺害された。殺害実行者の一人が足が不自由なために椅子に座っていた弟のアレクセイを銃剣で繰り返し刺殺しようと試みるが、衣服に縫い付けてあった宝石が彼を保護していたために失敗し、別の兵士が頭部に向けて発射した弾丸によって殺害された。その後に姉のオリガとタチアナはそれぞれ頭部に向けて発射された一発の弾丸によって殺害された。
まだ生き残っていたアナスタシア、マリア、デミドヴァは部屋の窓近くの床に倒れていた。殺害実行者の一人、ピョートル・エルマコフは銃剣でマリアを刺してみたが、服に縫い付けてあった宝石によって保護され、最終的に銃で頭部を撃って殺害したと主張している。しかし、ほぼ確実にマリアの頭蓋骨には銃弾の傷跡が見られない。部屋の外へ移動させようとする時にマリアとアナスタシアは生きている兆候を見せた。一方は起き上がって腕を頭の上まで伸ばして叫び、他方は口から血を流しながらうめいて身体を少し動かした。前者は意識を失っていたマリアで、後者はアナスタシアだと見られている。保管されているエルマコフの供述書には書かれていないが、彼は妻に銃剣でアナスタシアを絶命させたと話している。また、ユロフスキーは少なくとも1人が悲鳴を上げ、ライフル銃の台尻部分で後頭部に打撃を加えたと書いている。しかし、マリアの後頭部には暴力の痕跡は残っておらず、アナスタシアの遺体はバラバラに切断されて焼却されているために死の原因の究明は不可能となっている。この場面を語る多くの報告がアナスタシアが最後に死亡したとしている。
皇帝一家殺害に参加したチェーカー（秘密警察）勤務員の息子、ミハイル・メドヴェージェフは「父から聞いたのですが、死体をトラックに積み込む時、父はこの作業を指揮していたのですが、大公女の一人の衣装の袖から小さな犬の死骸が転げ落ちたそうです」と話している。

## 「アナスタシア伝説」

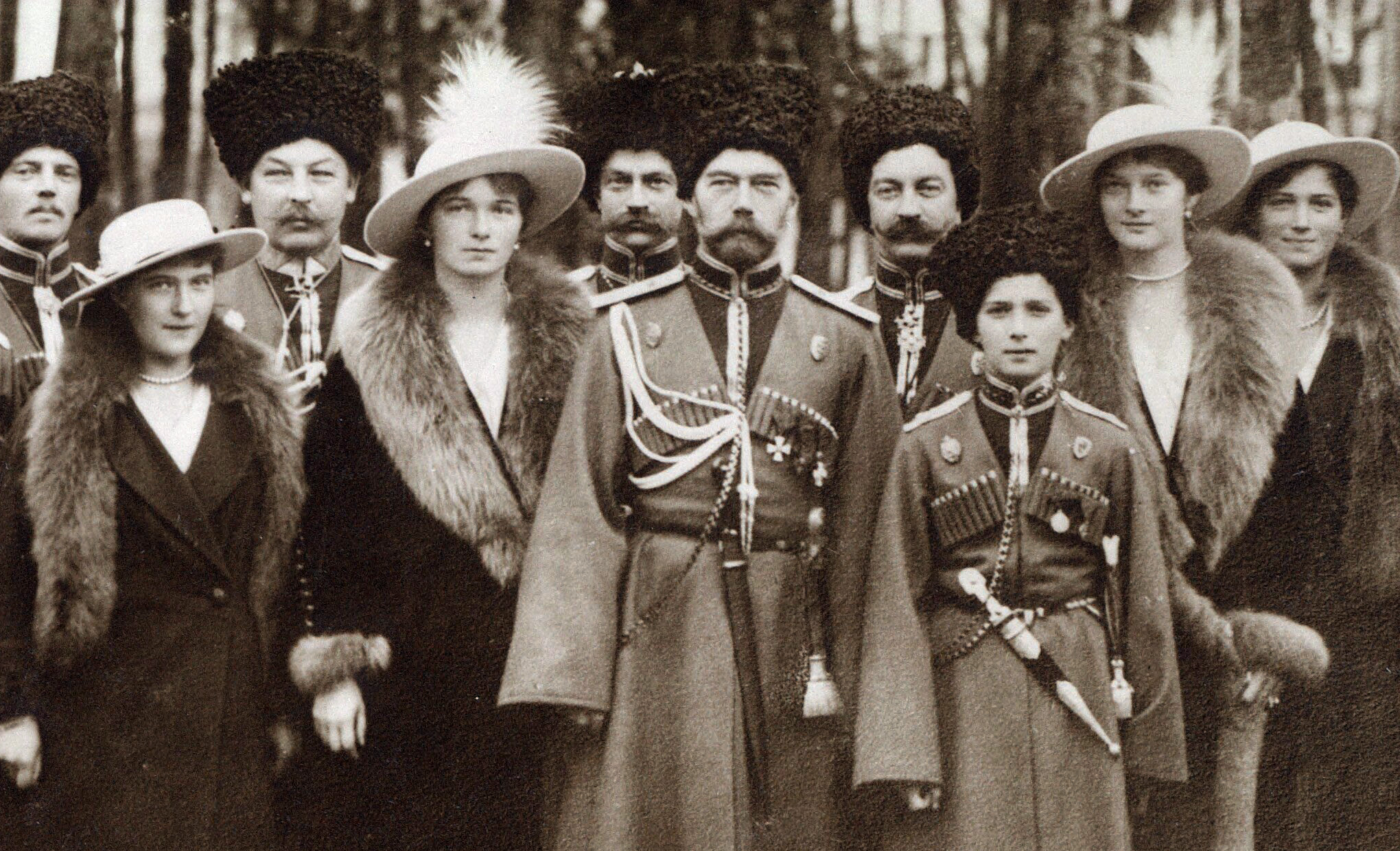
1916年頃。左からアナスタシア、オリガ、ニコライ2世、アレクセイ、タチアナ、マリア。後ろにコサックが並んでいる

### 「生存説」の背景
警護兵の何人かの証言は皇帝一家に同情的な警護兵が生存者を救出する可能性があったことを示している。銃殺隊員達は緊張と興奮を鎮めるためにウォッカを飲んでいたし、隊長のユロフスキーでさえ眼前に横たわる遺体の数を数え間違えたほどであった。ユロフスキーは殺害に関わった警護兵達に彼のオフィスに来て、殺害後に一家から盗んだ物品を返却するように要求した。犠牲者の遺体の大部分がトラック内、地下、家の廊下に放置された時、大体の時間のスパンは伝えられていた。一家に同情的で殺害に参加していなかった何人かの警護兵は地下室に居残っていた。
アナスタシア生存説は20世紀の最も有名な謎の一つであった。数多くの女性が自分がアナスタシアであると主張し、他の家族が殺害された状況でどのように生き延びたかに関して様々な物語を提供した。ソ連共産党当局が政権基盤が固まるまで「ニコライ2世は処刑されたが、他の家族は安全な場所に護送された」という偽情報（ソビエト連邦のプロパガンダ）を流し続けたこともこうした噂の広まりを助長した。
一家殺害後に出現したロマノフ僭称者は全員合わせて200人以上もいたと言われている。共通しているのがエカテリンブルクの殺害実行者の中に、皇帝一家に同情する人物が一人もしくは複数混じっていて密かに家族の何人かを逃したという出だしから物語が始まっているという点である。

### アンナ・アンダーソン

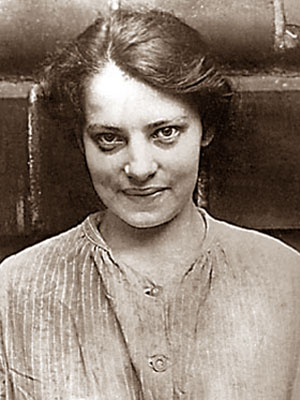
アンナ・アンダーソン

僭称者の中で最も知られているアンナ・アンダーソンは1920年2月18日にドイツ国のベルリンで自殺しようとしていたところを発見された。以下は当時取り調べた警察が残した公式記録である。
| 「 | 1920年2月18日、ベルリン。身元不明の娘による自殺未遂事件。昨日、午後9時、20歳前後の娘が自殺の意思を持って、ベントラー橋からラントヴェール運河に飛び込んだ。娘は巡査部長に助け上げられ、ルツォウ通りのエリーザベト病院に収容された。所持品の中には身分証明書や貴重品に関する物は皆無で、娘は自分の身元についても、自殺未遂の動機についても口を閉ざして語ろうとしない。 | 」 |

自殺未遂から2年後の1922年6月30日に、突然倒れてモルヒネを投与されたアンダーソンは保護してくれたクライスト男爵夫妻に自分がアナスタシアであると話した。エカテリンブルクの惨劇時に銃弾を受けて意識を失っていたところを、まだ生きていることに気付いた一家に同情的なアレクサンドル・チャイコフスキーという名の警護兵によって助けられ、チャイコフスキーの一家とともにロシアからルーマニア王国へ向けて脱出する途中に彼の子供を身篭った。チャイコフスキーはブカレストの市街戦で戦死し、アンダーソンが産んだ男の子は孤児院に預けられたという。しかし、ルーマニア王妃マリア（両親の共通の従妹）が後援して実施された調査ではブカレストで当時市街戦があったという記録は無く、彼女の息子アレクシスへの洗礼についてもすべての神父を探したが、その記録に該当する人物は見付からなかった。
1925年7月17日、かつてアナスタシアのフランス語の家庭教師を務めたピエール・ジリヤールとその夫人がアンダーソンが入院する病院を訪れたが、そばの人に皇帝の子供達の元乳母でもある夫人のアレクサンドラ・テグレヴァ（通称シュラ）が誰なのか聞かれてアンダーソンは「父の一番下の妹です」と答え、同じ時期に訪問することが伝えられていたアナスタシアの叔母のオリガ・アレクサンドロヴナと勘違いしていた。それから3ヵ月後に2人は再び見舞ったが、アンダーソンが手にオーデコロンを振り掛けるのを見て、シュラ夫人はアナスタシアがよく同じような真似をしていたのを思い出した。ジリヤールが過去、特にシベリアでのことについて色々聞き出そうとして大して成果が得られなかったが、翌日の帰り際にはシュラ夫人は愛しさと懐かしさのあまり、目に涙を浮かべていたという。ジリヤールはアンダーソンが皇帝一家の生活の細部について知っていることはすべてが発表されている回顧録の類いを読んだり、写真で見て知ったことに過ぎないとして彼女を「俗悪な女山師」「一級品の女優」と評した。
第一次世界大戦中の1916年に当時のヘッセン大公のエルンスト・ルートヴィヒ（アレクサンドラの兄）が単独講和を話し合うためにアレクサンドロフスキー宮殿を訪れたという情報がアンダーソンによって初めて公に暴露された。敵国同士であったためにこの情報は極秘とされており、大公本人も訪問したことを否定した。ルートヴィヒはアンダーソンを「あの女はペテン師だ」「狂人だ」「恥知らずの女」と徹底的に罵り、探偵を雇って調査させて1927年3月にはアンダーソンなる女性は実はポーランド生まれの農民出身の工場労働者フランツィスカ・シャンツコフスカ（アンダーソンが登場する直前に失踪）であることを突き止めた。ところが、対面したシャンツコフスカの2人の兄と2人の姉が最終的に彼女を自分達の妹として認めることを拒否した（片方の兄と姉は最初は彼女が妹であることを認めていた）。ルートヴィヒの戦時中のロシア訪問について、アンダーソンを支持する証言が30年近く経過した後から次々に寄せられたが、その中の一つが戦時中のヘッセン大公が訪問したという情報を入手しているという亡命者にこれまで7人も出会ったという、アンダーソンが関係者から情報を入手している可能性が少なからずあったことを示唆するものでもあった。
また、ツァールスコエ・セローの離宮の敷地内にある民間病院にかつて負傷兵として入院していたフェリックス・ダッセルは1927年に、マリアとアナスタシアしか知り得ないような病院に関する誤った質問をいくつかぶつけたが、アンダーソンはこれを見事にクリアした。ダッセルがマリアとアナスタシアは毎日病院を訪れ、時にはアレクセイも連れ立って来たと言った時には、アンダーソンはこれを姉妹は1週間に2回か3回しか行けず、アレクセイを連れて行ったことは一度も無いと正しく指摘した。また、知り合いのロシア人老大佐について話した時、アンダーソンは懐かしい声で「ポケットに手を入れていた男」と言った。これはダッセルもすっかり忘れていたが、「ポケットの男」というのがアナスタシアがこの無作法の老大佐に付けたあだ名であった。ダッセルは「ここで突然、彼女を確認した。間違い無い」と述べている。1958年5月23日の法廷の供述で、クライスト男爵夫人が偶然にもアンダーソンと対面する何年も前にダッセルが男爵家を訪れてツァールスコエ・セローの病院での話をしていたことを証言した。
アナスタシアの幼少時からアレクサンドロフスキー宮殿に長期間滞在して彼女をよく知っていたリリー・デーンは40年の空白があったにもかかわらず、1957年に1週間毎日数時間ずつアンダーソンと会い、宮中の些細な出来事についても詳しく知っていたことに驚き、声や話し方がアナスタシアそのものであると感じ、本物だと確信したことを正式に確認している。ニコライ2世のいとこのアンドレイ・ウラジーミロヴィチ大公もアンダーソンをアナスタシアと認めていたが、オリガ・アレクサンドロヴナは亡くなる直前に彼から「自分は騙されていたようだ。アンダーソン夫人が本当にアナスタシアなのかどうか確信が持てなくなった」と打ち明けられたと述べている。
アナスタシアとして認知してもらい、一家の遺産を相続するためにアンダーソンの支持者が長年続けた法廷闘争は1970年2月17日に終焉を迎えた。西ドイツの最高裁判所はアナスタシアであることを証明するのに十分な証拠を提供していないということで訴えを退けた。この裁判に明確な決着を付けず、独自の判断も示さなかった。アンナ・アンダーソンの事件は20世紀を通してドイツの法廷における最長の記録を持つ訴訟事件となった。
アンダーソンは1984年2月12日に肺炎で亡くなり、火葬にされた。死後10年が経過した1994年に彼女が生前に手術した際に摘出した腸の一部組織の標本を使用してDNA鑑定が実施された。ところが、専門家がミトコンドリアDNAを比較した結果、アレクサンドラの一番上の姉ヴィクトリアの孫、エディンバラ公フィリップ王配のものとは遺伝的な繋がりが認められなかった。一方で、フランツィスカ・シャンツコフスカの甥とはミトコンドリアDNAが一致したことが明らかにされた。一部のアンダーソン支持者は彼女が大公女では無かったと証明するこの鑑定の結果を素直に受け入れた。

### ユージニア・スミス
1963年10月18日にアメリカの最も有名な写真週刊誌ライフ誌に自身がアナスタシアだと主張するユージニア・スミスの新刊自叙伝の抜粋記事が掲載されて注目を浴びた。ポリグラフの専門家や元CIAのエージェントが彼女を嘘発見器で30時間にわたり尋問した結果、アナスタシア本人であると結論付けられた。ところが、筆跡鑑定家と2人の人類学者からは同一の女性では有り得ないと結論付けられ、タチアナ・ボトキナからは自分が皇帝一家について書いた本の内容と彼女の本との間に著しい類似点があることが指摘された。

### ナデジュダ・ヴァシリイェヴァ
ナデジュダ・ヴァシリイェヴァは1920年に身分証明書を偽造して中華民国に入国しようと企み、ボリシェヴィキ当局によって逮捕された。自身がアナスタシアであることを主張して「ジョージ叔父様」と呼び掛けてイギリス国王ジョージ5世に助けを求める手紙をドイツ語とフランス語で書き、大使館経由で送ろうとしたが、失敗した。その後は監獄と精神病院を転々として1971年に亡くなった。カザンの病院長は「彼女は自分がアナスタシアだという主張を除けば、完全に正気だった」と述べている。

### その他の救出説
この他にはロシア皇室の近衛兵を務めていたピョートル・ザミアトキンという人物が他の家族の殺害後にアナスタシアと彼女の弟アレクセイをブルガリアの小さな村に避難させたと語った。ザミアトキンによるとアナスタシアはエレオノーラ・クルーガーという名で生活し、1954年に亡くなった。また、アナスタシアとその姉マリアであると主張する2人の若い女性が1919年にウラル山脈の奥地にある山村で司祭によって匿われ、1964年に亡くなるまでこの地で修道女に姿を変え、怯えながら2人一緒に暮らしたという話が伝えられている。それぞれアナスタシア・ニコラエヴナとマリア・ニコラエヴナの名で埋葬された。
1918年8月初め、ペルミに投獄されていたエレナ・ペトロヴナ（アナスタシアの遠いいとこにあたるイオアン・コンスタンチノヴィチの妻）のもとに警護兵がアナスタシアと名乗る少女を連れて来て、本当に皇帝の娘なのかどうか尋ねた。ペトロヴナがその少女を知らないと答えると、警護兵は少女をどこかへ連れ去ったという。1918年9月にペルミ北西の鉄道駅、第37引込線で逃亡を試みた若い女性が再び捕らえられたことも報告されている。目撃者はマクシム・グリゴリエフ、タチアナ・シトニコフ、フョードル・シトニコフ（タチアナ・シトニコフの息子）、イヴァン・クークリン、マトリョーナ・クークリナ、ヴァシリー・リャボフ、ウスチニア・ヴァランキナ、パーヴェル・ウトキン（事件後に女性を診察した医師）の8人である。白軍調査官はこのうちはっきり娘の顔を見たと証言した4人に別個に皇帝一家の写真類を見せたが、いずれも目撃した娘に似ている女性としてアナスタシアを指差したという。また、ウトキン医師はチェーカーのペルミ支部で診察した女性の名前を聞いたところ「私は陛下の娘のアナスタシアです」と答えたことを白軍調査官に語っている。ウトキンは名前のアルファベットの中からどれか一文字を使ったらいいだろうという指示で処方箋に「N」という文字を書き込んだ。のちに白軍調査官はこの処方箋を支部近くにある薬局では無く、支部からは少し不便な場所にある地方評議会の薬局で発見した。この他にも1918年7月17日の一家殺害事件の後の数ヶ月間にアナスタシアと彼女の3人の姉、母親アレクサンドラと見られる女性5人をペルミで目撃したという証言が何例も報告されているが、近年ではそれらの証言は信憑性の低い噂に過ぎないと広く考えられている。一家全員が殺害されたという事実を隠すために意図的に偽情報が流されていた。
アナスタシアの生存の噂はボリシェヴィキの兵士やチェーカーが逃走した彼女を見付けるために家や鉄道を捜索していたというほぼ同時期の複数証言によって潤色がなされた。1919年春にアナスタシアと見られる大公女の1人が逃走したという新しい証言がしきりに出てくるのを白軍の調査官が発見している。
ブレスト＝リトフスク条約の調印に尽力した在露ドイツ大使ヴィルヘルム・フォン・ミルバッハは「皇帝の運命はロシア人自身が決めることだ。我々の関心は当面、ロシア領内にいるドイツの（血を引く）大公女達の安全にある」との見解を表明していた。1918年8月29日にロシア側が皇帝の家族を取引材料として監獄に囚われの身となっていたドイツの革命指導者カール・リープクネヒトの釈放を求めていた。ところが、それから一ヶ月も経たぬうちにロシア側はこの問題を避けるようになっていき、実は一家全員揃って7月にエカテリンブルクで殺害されていたのだと見られるようになった。

## 遺骨の発見

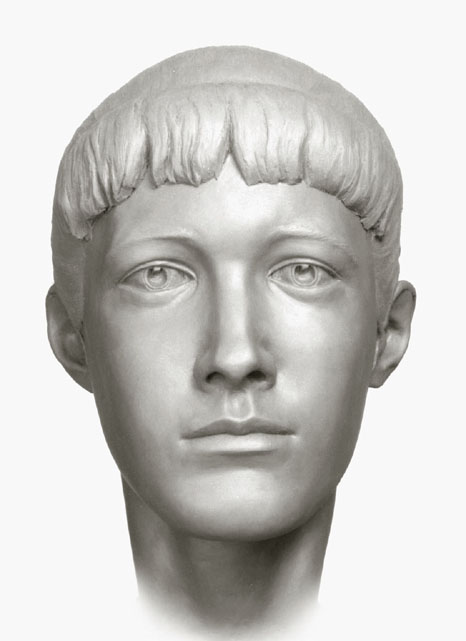
1994年。復顔術によって生前の姿に顔面が再建された

1991年にニコライ2世一家とその使用人のものであると見られる遺骨がエカテリンブルク近郊の森の中で大量に発掘された。埋葬地は1979年夏に発見されていたが、当時はまだ共産主義体制下であったためにその事実は公表されずに元の場所に再び埋められた。しかし、発掘された遺骨は9体のみで2人の遺骨が欠落していたため、欠落している大公女の遺骨がマリアかアナスタシアかでアメリカとロシアの専門家の間でジレンマがあった。ロシアの法医学博士セルゲイ・アブラモフはコンピュータプログラムを用いて最年少の大公女の写真と犠牲者の頭蓋骨を比較してその一つがアナスタシアのものだと特定し、他のロシアの専門家も彼の調査結果であるこの結論を受け入れた。ロシアの専門家は大公女の頭蓋骨のいずれもがマリアの特徴であった前歯の間の隙間を有していなかったと述べた。これに対し、アメリカの法医学博士ウィリアム・メイプルズのチームは女性の遺骨のいずれもが、鎖骨や脊椎が成熟しており、親知らずが発達しているなど、17歳のアナスタシアに見られるであろう未熟さの証拠を示さなかったので、欠落している遺骨はアナスタシアのものであると判断した。1998年にニコライ2世夫妻と大公女3人の遺骨が埋葬された時には、およそ5フィート7インチ（約170cm）とされた遺骨はアナスタシアの名の下に埋葬された。エカテリンブルクの一家殺害事件6ヶ月前に4人の大公女を写した写真はマリアがアナスタシアよりも何インチも高く、オリガよりも背が高かったことを証明している。遺骨の一部が破損して欠けていたためであったが、この身長は推定値であった。メイプルズはロシアチームが頭蓋骨の高さと幅を推定するために、損傷された顔をお粗末なやり方で復元しようとしたことを非難し、細心の注意を払い、慎重にやらなければ正確な復元は不可能だと主張した。
ミトコンドリアDNAを比較した結果、4体の女性の遺骨とアレクサンドラの一番上の姉ヴィクトリアの孫、エディンバラ公フィリップに遺伝的な繋がりがあることが確認された。ヤコフ・ユロフスキーは手記の中で、埋葬地とは別の場所で2体の遺骨を焼却したと述べている。
2007年8月23日に、ロシアの考古学者はユロフスキーが残した資料に埋葬地として記載した場所と一致すると見られるエカテリンブルク近郊の場所で2体の焼かれた骨格の一部を発見したと発表した。考古学者は10歳から13歳ぐらいまでの年齢の少年と18歳から23歳ぐらいまでの年齢の若い女性のものであったと述べた。アナスタシアは殺害当時17歳1ヶ月、マリアは19歳1ヶ月であり、唯一発見されていなかった大公女の遺体はマリアのものと推測された。遺骨と一緒に「硫酸の容器の破片、釘、木箱から金属片及び様々な口径の弾丸」が発見され、遺骨探索には金属探知機が使用された。2008年4月30日にスヴェルドロフスク州の知事、エドゥアルト・ロッセリはアメリカの遺伝子研究所で実施された検査で2体の遺骨がアレクセイとマリアのものであったと確認されたと明かし、「我々は今、家族全員を発見した」と述べた。2009年3月に、2体の遺骨はアレクセイと彼の姉の大公女のいずれかのものであったことがDNA鑑定によって証明されたことが正式に発表された。この結果、皇帝一家が殺害されてから90年以上が経過して全員がエカテリンブルクで殺害され、一人も生存していなかったことが科学的手法によって証明された。
皇帝一家の遺骨のDNA鑑定ではアレクセイが血友病を発症していたことが証明され、彼の母親のアレクサンドラと姉の1人がその遺伝子を保因していたことも明らかにされた。アメリカの専門家はその遺骨をマリアのものと推定しているが、ロシアの専門家はその遺骨をアナスタシアのものと推定している。2007年に発見された大公女の遺骨がマリアのものか、アナスタシアのものかは調査時に判明しなかった。

## 列聖と再評価
1918年7月17日のエカテリンブルクの他の殺人被害者と同じく1981年に在外ロシア正教会によって致命者として列聖された。その19年後の2000年にはロシア正教会もアナスタシアと彼女の他の6人の家族を新致命者として列聖した。
1998年7月17日にニコライ2世夫妻と大公女3人の遺骨はサンクトペテルブルクのペトル・パウェル大聖堂に埋葬された。
2009年10月16日にロシア連邦検察庁はニコライ2世一家を含めたボリシェヴィキによる赤色テロの犠牲者52名の名誉の回復を発表した。

## 大衆文化への影響

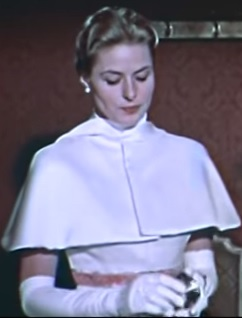
1956年公開の映画『追想』の中でアナスタシアを演じるイングリッド・バーグマン。この映画で自身2度目のアカデミー主演女優賞を受賞した

アナスタシアが実は生存しているという伝説を下敷きにしてアメリカを中心に数十の本や映画が制作された。最古の作品は1928年公開の映画『Clothes Make the Woman』。ハリウッド映画の中でアナスタシアの役を演じる主役の女性は彼女を以前救出したロシアの兵士によって本物のアナスタシアであることが確認された。
最も有名なのが主役のアンナ・コレフ役をイングリッド・バーグマンが演じた1956年公開の映画『Anastasia』（邦題：『追想』）である。架空のパヴロヴィッチ・ボーニン将軍役をユル・ブリンナー、父方の祖母であるマリア皇太后役をヘレン・ヘイズが演じた。セーヌ川に身を投げて自殺しようとして救助された記憶喪失の女性コレフをボーニン将軍ら4人はアナスタシアに仕立ててマリア皇太后を騙すことで、ニコライ2世がアナスタシアのためにイングランド銀行に預けていた多額の信託金を獲得しようと企む。ところが彼女と対面したマリア皇太后は妙な咳から本物のアナスタシアであることに気付くことになる。1997年にはこの作品のリメイクとしてアニメ映画『Anastasia』（邦題：『アナスタシア』）も公開され、アナスタシアの声はメグ・ライアンが担当した。
1986年にはピーター・カースによって3年前に出版された本『The Riddle of Anna Anderson』が原作となった『Anastasia: The Mystery of Anna』（邦題：『アナスタシア/光・ゆらめいて』）が二部構成のテレビ映画として放送された。82歳で亡くなるまでアナスタシアであることを主張し続けたアンナ・アンダーソンの人生を詳述しており、1918年のエカテリンブルクの一家虐殺事件からの脱出劇も具体的に取り上げられている。大人のアンナ・アンダーソン役はエイミー・アーヴィングが演じた。
2004年発売のPlayStation 2用RPG『シャドウハーツII』ではメインキャラクターの1人としてアナスタシアが登場した。

## 系譜
|  | |  |  |  |  |  |  |  |  |  |  |  |  |  |  |  |
|  | 16. ロシア皇帝ニコライ1世                                                                            |  |  |  |  |  |  |  |  |  |  |  |  |  |  |  |
|  | |  |  |  |  |  |  |  |  |  |  |  |  |  |  |  |
|  | |  |  |  |  |  |  |  |  |  |  |  |  |  |  |  |
|  | 8. ロシア皇帝アレクサンドル2世                                                                       |  |  |  |  |  |  |  |  |  |  |  |  |  |  |  |
|  | |  |  |  |  |  |  |  |  |  |  |  |  |  |  |  |
|  | |  |  |  |  |  |  |  |  |  |  |  |  |  |  |  |
|  | 17. プロイセン王女シャルロッテ                                                                       |  |  |  |  |  |  |  |  |  |  |  |  |  |  |  |
|  | |  |  |  |  |  |  |  |  |  |  |  |  |  |  |  |
|  | |  |  |  |  |  |  |  |  |  |  |  |  |  |  |  |
|  | 4. ロシア皇帝アレクサンドル3世                                                                       |  |  |  |  |  |  |  |  |  |  |  |  |  |  |  |
|  | |  |  |  |  |  |  |  |  |  |  |  |  |  |  |  |
|  | |  |  |  |  |  |  |  |  |  |  |  |  |  |  |  |
|  | 18. ヘッセン大公ルートヴィヒ2世                                                                      |  |  |  |  |  |  |  |  |  |  |  |  |  |  |  |
|  | |  |  |  |  |  |  |  |  |  |  |  |  |  |  |  |
|  | |  |  |  |  |  |  |  |  |  |  |  |  |  |  |  |
|  | 9. ヘッセン大公女マリー                                                                              |  |  |  |  |  |  |  |  |  |  |  |  |  |  |  |
|  | |  |  |  |  |  |  |  |  |  |  |  |  |  |  |  |
|  | |  |  |  |  |  |  |  |  |  |  |  |  |  |  |  |
|  | 19. バーデン大公女ヴィルヘルミーネ                                                                   |  |  |  |  |  |  |  |  |  |  |  |  |  |  |  |
|  | |  |  |  |  |  |  |  |  |  |  |  |  |  |  |  |
|  | |  |  |  |  |  |  |  |  |  |  |  |  |  |  |  |
|  | 2. ロシア皇帝ニコライ2世                                                                             |  |  |  |  |  |  |  |  |  |  |  |  |  |  |  |
|  | |  |  |  |  |  |  |  |  |  |  |  |  |  |  |  |
|  | |  |  |  |  |  |  |  |  |  |  |  |  |  |  |  |
|  | 20. シュレースヴィヒ＝ホルシュタイン＝ゾンダーブルク＝グリュックスブルク公フリードリヒ・ヴィルヘルム |  |  |  |  |  |  |  |  |  |  |  |  |  |  |  |
|  | |  |  |  |  |  |  |  |  |  |  |  |  |  |  |  |
|  | |  |  |  |  |  |  |  |  |  |  |  |  |  |  |  |
|  | 10. デンマーク国王クリスチャン9世                                                                    |  |  |  |  |  |  |  |  |  |  |  |  |  |  |  |
|  | |  |  |  |  |  |  |  |  |  |  |  |  |  |  |  |
|  | |  |  |  |  |  |  |  |  |  |  |  |  |  |  |  |
|  | 21. ヘッセン＝カッセル方伯女ルイーゼ・カロリーネ                                                     |  |  |  |  |  |  |  |  |  |  |  |  |  |  |  |
|  | |  |  |  |  |  |  |  |  |  |  |  |  |  |  |  |
|  | |  |  |  |  |  |  |  |  |  |  |  |  |  |  |  |
|  | 5. デンマーク王女ダウマー                                                                            |  |  |  |  |  |  |  |  |  |  |  |  |  |  |  |
|  | |  |  |  |  |  |  |  |  |  |  |  |  |  |  |  |
|  | |  |  |  |  |  |  |  |  |  |  |  |  |  |  |  |
|  | 22. ヘッセン＝カッセル方伯ヴィルヘルム                                                               |  |  |  |  |  |  |  |  |  |  |  |  |  |  |  |
|  | |  |  |  |  |  |  |  |  |  |  |  |  |  |  |  |
|  | |  |  |  |  |  |  |  |  |  |  |  |  |  |  |  |
|  | 11. ヘッセン＝カッセル方伯女ルイーゼ                                                                 |  |  |  |  |  |  |  |  |  |  |  |  |  |  |  |
|  | |  |  |  |  |  |  |  |  |  |  |  |  |  |  |  |
|  | |  |  |  |  |  |  |  |  |  |  |  |  |  |  |  |
|  | 23. デンマーク王女ルイーセ・シャロデ                                                                 |  |  |  |  |  |  |  |  |  |  |  |  |  |  |  |
|  | |  |  |  |  |  |  |  |  |  |  |  |  |  |  |  |
|  | |  |  |  |  |  |  |  |  |  |  |  |  |  |  |  |
|  | 1. ロシア大公女アナスタシア・ニコラエヴナ                                                            |  |  |  |  |  |  |  |  |  |  |  |  |  |  |  |
|  | |  |  |  |  |  |  |  |  |  |  |  |  |  |  |  |
|  | |  |  |  |  |  |  |  |  |  |  |  |  |  |  |  |
|  | 24. ヘッセン大公ルートヴィヒ2世 (= 18)                                                               |  |  |  |  |  |  |  |  |  |  |  |  |  |  |  |
|  | |  |  |  |  |  |  |  |  |  |  |  |  |  |  |  |
|  | |  |  |  |  |  |  |  |  |  |  |  |  |  |  |  |
|  | 12. ヘッセン大公子カール                                                                             |  |  |  |  |  |  |  |  |  |  |  |  |  |  |  |
|  | |  |  |  |  |  |  |  |  |  |  |  |  |  |  |  |
|  | |  |  |  |  |  |  |  |  |  |  |  |  |  |  |  |
|  | 25. バーデン大公女ヴィルヘルミーネ (= 19)                                                            |  |  |  |  |  |  |  |  |  |  |  |  |  |  |  |
|  | |  |  |  |  |  |  |  |  |  |  |  |  |  |  |  |
|  | |  |  |  |  |  |  |  |  |  |  |  |  |  |  |  |
|  | 6. ヘッセン大公ルートヴィヒ4世                                                                       |  |  |  |  |  |  |  |  |  |  |  |  |  |  |  |
|  | |  |  |  |  |  |  |  |  |  |  |  |  |  |  |  |
|  | |  |  |  |  |  |  |  |  |  |  |  |  |  |  |  |
|  | 26. プロイセン王子ヴィルヘルム                                                                       |  |  |  |  |  |  |  |  |  |  |  |  |  |  |  |
|  | |  |  |  |  |  |  |  |  |  |  |  |  |  |  |  |
|  | |  |  |  |  |  |  |  |  |  |  |  |  |  |  |  |
|  | 13. プロイセン王女エリーザベト                                                                       |  |  |  |  |  |  |  |  |  |  |  |  |  |  |  |
|  | |  |  |  |  |  |  |  |  |  |  |  |  |  |  |  |
|  | |  |  |  |  |  |  |  |  |  |  |  |  |  |  |  |
|  | 27. ヘッセン＝ホンブルク方伯女マリアンヌ                                                             |  |  |  |  |  |  |  |  |  |  |  |  |  |  |  |
|  | |  |  |  |  |  |  |  |  |  |  |  |  |  |  |  |
|  | |  |  |  |  |  |  |  |  |  |  |  |  |  |  |  |
|  | 3. ヘッセン大公女アリックス                                                                          |  |  |  |  |  |  |  |  |  |  |  |  |  |  |  |
|  | |  |  |  |  |  |  |  |  |  |  |  |  |  |  |  |
|  | |  |  |  |  |  |  |  |  |  |  |  |  |  |  |  |
|  | 28. ザクセン＝コーブルク＝ゴータ公エルンスト1世                                                      |  |  |  |  |  |  |  |  |  |  |  |  |  |  |  |
|  | |  |  |  |  |  |  |  |  |  |  |  |  |  |  |  |
|  | |  |  |  |  |  |  |  |  |  |  |  |  |  |  |  |
|  | 14. ザクセン＝コーブルク＝ゴータ公子アルバート                                                       |  |  |  |  |  |  |  |  |  |  |  |  |  |  |  |
|  | |  |  |  |  |  |  |  |  |  |  |  |  |  |  |  |
|  | |  |  |  |  |  |  |  |  |  |  |  |  |  |  |  |
|  | 29. ザクセン＝ゴータ＝アルテンブルク公女ルイーゼ                                                     |  |  |  |  |  |  |  |  |  |  |  |  |  |  |  |
|  | |  |  |  |  |  |  |  |  |  |  |  |  |  |  |  |
|  | |  |  |  |  |  |  |  |  |  |  |  |  |  |  |  |
|  | 7. イギリス王女アリス                                                                                |  |  |  |  |  |  |  |  |  |  |  |  |  |  |  |
|  | |  |  |  |  |  |  |  |  |  |  |  |  |  |  |  |
|  | |  |  |  |  |  |  |  |  |  |  |  |  |  |  |  |
|  | 30. ケント・ストラサーン公エドワード                                                                 |  |  |  |  |  |  |  |  |  |  |  |  |  |  |  |
|  | |  |  |  |  |  |  |  |  |  |  |  |  |  |  |  |
|  | |  |  |  |  |  |  |  |  |  |  |  |  |  |  |  |
|  | 15. イギリス女王ヴィクトリア                                                                         |  |  |  |  |  |  |  |  |  |  |  |  |  |  |  |
|  | |  |  |  |  |  |  |  |  |  |  |  |  |  |  |  |
|  | |  |  |  |  |  |  |  |  |  |  |  |  |  |  |  |
|  | 31. ザクセン＝ゴータ＝アルテンブルク公女ヴィクトリア                                                 |  |  |  |  |  |  |  |  |  |  |  |  |  |  |  |
|  | |  |  |  |  |  |  |  |  |  |  |  |  |  |  |  |
|  | |  |  |  |  |  |  |  |  |  |  |  |  |  |  |  |

## 日本での主な関連作品
書籍（ノンフィクション）
- 桐生操『皇女アナスタシアは生きていたか - 歴史の闇に葬られた5人の謎をめぐって』（新人物往来社、1991年） (ISBN 978-4404018120)
- ヒュー・ブルースター (原著), 河津千代 (翻訳)『ロマノフ朝最後の皇女 アナスタシアのアルバム - その生活の記録』（リブリオ出版、1996年） (ISBN 978-4897844725)
- ジェイムズ・ブレア・ラヴェル（著）, 広瀬順弘（訳）『アナスタシア 消えた皇女』（角川書店、1998年） (ISBN 978-4042778011)
- 柘植久慶『皇女アナスタシアの真実』（小学館、1998年） (ISBN 978-4094026016)
- ロバート・K・マッシー（著）, 今泉菊雄（訳）『ロマノフ王家の終焉―ロシア最後の皇帝ニコライ二世とアナスタシア皇女をめぐる物語』（鳥影社、1999年） (ISBN 978-4886294333)
- 『皇女アナスタシアとロマノフ王朝―数奇な運命を辿った悲運の王家』（新人物往来社、2003年） (ISBN 978-4404030689)

書籍（フィクション）
- 夢野久作『死後の恋』
- 小川洋子『貴婦人Aの蘇生』（朝日新聞社、2002年） (ISBN 978-4022643551)
- 島田荘司『ロシア幽霊軍艦事件』（原書房、2001年） (ISBN 978-4041682081)
- 麻耶雄嵩『翼ある闇　メルカトル鮎最後の事件』（講談社、1993年）(ISBN 978-4062632973)
- ダンカン・カイル (著), 工藤政司 (翻訳)『革命の夜に来た男』（早川書房、1986年） (ISBN 978-4150404048)
- ロバート・ゴダード『封印された系譜』（講談社文庫、2011年）
- 一原みう『皇女アナスタシア 〜もう一つの物語〜』（集英社、2014年）（ISBN 978-4086018357）
- ロバート・マセロ『ロマノフの十字架』（竹書房文庫、2014年）

映画
- 追想（原題：Anastasia、1956年）
- アナスタシア/光・ゆらめいて（1986年）
- アナスタシア（1997年）
- アナスタシア・イン・アメリカ（2020年）

ミュージカル
- 彷徨のレクイエム（1981年） - 宝塚歌劇団雪組のミュージカル作品。
- アナスタシア - 上記1997年のアニメ映画のミュージカル化作品。

アニメ
- ドリフターズ （声：北西純子）
- ルパン三世 ロシアより愛をこめて - ヒロインはアナスタシアの子孫。

ゲーム
- シャドウハーツII（2004年）
- Fate/Grand Order（2015年）
- アサシン クリード クロニクル ロシア（2016年）
- モンスターストライク(2021年)

漫画
- 武本サブロー・さいとう・たかをプロ：『ロマノフ王朝伝説 北の密使』（リイド社、1985年） - アナスタシアの一つ上の姉である第三皇女マリアが妹（第四皇女。代わりにアナスタシアは第三皇女）という史実と異なる設定になっている（ミスか意図的な物かは不明）。史実での人相（アナスタシア：まだ幼い平凡な容姿、マリア：10代半ば前後の長髪の美少女）や健康（アナスタシア：病弱で弱々しい、マリア：闊達）も、作品中のアナスタシアとマリアとで全て逆となっており、作中冒頭で登場している（実際に撮影された写真画像を基にした）ロマノフ一家撮影写真カット絵でも、マリアの方の顔部分クローズアップがアナスタシアの顔として紹介されている。
- さいとう・たかを：『ゴルゴ13』単行本 第81巻収録（文庫サイズ版 第68巻収録）第277話「すべて人民のもの」（小学館、1988年） - 主人公の出自とロマノフ王家の繋がりの疑惑を描いた作品。3年前に同じくさいとう・たかをプロが発表した「北の密使」と設定に幾つかの共通（ニコライの娘（架空の第5皇女）が日本軍特務機関の手引きでシベリア方向へ逃亡、逃亡に同行・護衛する日本軍兵士と恋に落ちる等）が見られるが、アナスタシア以外の登場人物の名前は両作品別個で、作品世界は繋がっていない。
- 杉浦茂：『ガンモドキー』
- 藤栄道彦：『最後のレストラン』 単行本 第9巻 第41話（Guest.41)「アナスタシア様」
- 宇野比呂士：『天空の覇者Z』
- 平野耕太：『ドリフターズ』
- さいとうちほ：『アナスタシア倶楽部』
- 高橋遠州・永松潔：『テツぼん』